# Wickersheim-Wilshausen
Wickersheim-Wilshausen település Franciaországban, Bas-Rhin megyében. Lakosainak száma 394 fő (2022. január 1.). Wickersheim-Wilshausen Bossendorf, Lixhausen, Melsheim, Scherlenheim, Hochfelden és Geiswiller-Zœbersdorf községekkel határos.

## Népesség
A település népessége az elmúlt években az alábbi módon változott:
| Lakosok száma | 457  | 418  | 405  | 392  | 386  | 377  | 383  | 388  | 394  |
|               | 2013 | 2015 | 2016 | 2017 | 2018 | 2019 | 2020 | 2021 | 2022 |